# Mikroregion Matice Slezská
Mikroregion Matice Slezská je dobrovolným sdružením obcí z okresu Opava a okresu Ostrava-město v Moravskoslezském kraji. Byl založen 17. prosince 1999. Předsedou sdružení je Mgr. Josef Kimpl.
Hlavním cílem mikroregionu je komplexní rozvoj území jeho členů, především prostřednictvím prohloubení hospodářské a kulturní spolupráce a koordinace všech projektů v obecní a podnikatelské sféře, kde se dané projekty dotýkají zájmů obcí mikroregionu.
Jedním z významných projektů mikroregionu je vznik Integrovaného Informačního Systému Mikroregionu Matice Slezská. Projekt dotací podpořilo ministerstvo pro místní rozvoj, v jeho rámci byla vybudována mikroregionální počítačová síť a byla založena místní informační centra.

## Obce sdružené v mikroregionu
- Budišovice
- Čavisov
- Dolní Lhota
- Háj ve Slezsku
- Hlubočec
- Horní Lhota
- Hrabyně
- Kyjovice
- Mokré Lazce
- Pustá Polom
- Štítina
- Těškovice
- Velká Polom